# Велике Судаче
Велике Судаче (рос. Большое Судачье) — село у Руднянському районі Волгоградської області Російської Федерації.
Населення становить 962  особи. Входить до складу муніципального утворення Большесудаченське сільське поселення.

## Історія
Село розташоване у межах українського історичного та культурного регіону Жовтий Клин.
Згідно із законом від 21 грудня 2004 року № 968-ОД органом місцевого самоврядування є Большесудаченське сільське поселення.

## Населення
| 2010 | 2012  | 2013  | 2014  | 2015  | 2016 | 2017 |
| ---- | ----- | ----- | ----- | ----- | ---- | ---- |
| 1080 | ↗1083 | ↘1068 | ↘1044 | ↘1028 | ↘992 | ↘962 |